# Durazno Oriente
Durazno Oriente är en ort i Mexiko.   Den ligger i kommunen General Heliodoro Castillo och delstaten Guerrero, i den södra delen av landet, 200 km söder om huvudstaden Mexico City. Durazno Oriente ligger 1 449 meter över havet och antalet invånare är 167.
Terrängen runt Durazno Oriente är huvudsakligen kuperad, men västerut är den bergig. Runt Durazno Oriente är det ganska glesbefolkat, med 32 invånare per kvadratkilometer. Närmaste större samhälle är Tlacotepec, 14,8 km väster om Durazno Oriente. I omgivningarna runt Durazno Oriente växer huvudsakligen savannskog.